# ぺそぎん
ぺそぎんは、ざんみょ制作のコウテイペンギンの雛をモチーフとしたキャラクター。2001年、ぺそぎんのプロトタイプともいえるぬいぐるみがモデル。
作者の個人サイト「Emperor Penguin Empire」でこれらのGIFアニメがWeb素材として多数配布されている。『ぺそ』と略される事もある。
現在ではiモード公式サイト「iデコデコメール」、EZweb公式サイト「Eデコデコメール」「着フラ★取り放題♪」、Yahoo!モバイル公式サイト「あれこれメール」でもGIFアニメや待ち受けFlashなどが有料または一部無料で配布されている。
2005年にはNTTドコモのデコメールのCMにも登場した。
さらに2006年には4コママンガ単行本「ぺそぎんズ」の発売、ぬいぐるみがゲームセンター景品として展開されるなどメディアミックスが行われている。